# Hegyi Iván
Hegyi Iván (Magyarország, 1953. szeptember 11. –) újságíró.

## Életpályája
1978 óta újságíró, a Váci Napló (1978), a Pest Megyei Hírlap (1979–81), a Népszabadság (1982–2011) munkatársa, utóbbinak 1990-től 2010-ig főmunkatársa, 2011-től az újság kiadásának felfüggesztéséig rovatvezetője volt. 1986 és 2016 között a helyszínről tudósított minden labdarúgó világ- és Európa-bajnokságról, továbbá 1986-tól a Bajnokcsapatok Európa-kupája és Bajnokok Ligája döntők többségéről. 
1996 és 2000 között az Eurosport magyar adása, 2000 őszétől a Sport Tv szakkommentátora. 2012 óta a TV13 (Bp. 13. kerületi TV) Sporttárs című műsor szerkesztő-műsorvezetője. 2016-2019 között a Vasas kommunikációs igazgatója volt.

## Írásai
Több sporttémájú – elsősorban a labdarúgással foglalkozó – könyv szerzője:
- Európa-csúcsok. A labdarúgó-EB negyvenéves története, 1960–2000; Paginarum, Bp., 2000
- A magyar olimpiai érmesek. Sydney, 2000. Knézy Jenő naplójával; Paginarum, Bp., 2000 ISBN 963-9133-62-0
- Lukács László-Szepesi György-Hegyi Iván: A magyar olimpiai bajnokok 1896-1996. Paginarum Kiadó – 2000 ISBN 9639133736
- Labdarúgó VB könyv (2005)
- Labdarúgó VB könyv (bővített kiadás)
- Labdarúgó VB könyv 1930–2006
- Labdarúgó EB könyv (2007)
- Bomba szamba. Ötcsillagos brazil futball; Népszabadság Könyvek, Bp., 2008
- Magyarok nagy pályán (2010)
- Dénes Tamás–Hegyi Iván–Lakat T. Károly: Királyok, hercegek, grófok. 110 év magyar futball; Magyar Labdarúgó Szövetség; MLSZ, Bp., 2011
- Tíz a százhoz. A Vasas futballcsapatának bajnoki és kupagyőzelmei; Vasas Média és Reklám Kft., Bp., 2011
- Mighty Magyars; angolra ford. Miklós Galla; Hungarian Football Federation, Bp., 2012
- Dénes Tamás–Hegyi Iván–Lakat T. Károly: Válogatott gyűjtemény (MLSZ, Bp., 2012)
- Dénes Tamás–Hegyi Iván–Lakat T. Károly: Az otthon zöld füvén (MLSZ, Bp., 2013)
- Dénes Tamás–Hegyi Iván–Lakat T. Károly: Helyünk a kupanap alatt (MLSZ, Bp., 2014)
- Magyarok nagy pályán. A labdarúgás legendái; 2. bőv. kiad.; Sprint, Bp., 2015
- A nagy piros-kékség; Sprint, Bp., 2015
- Labdarúgó EB, 1958–2016; Mediaworks, Bp., 2016 (Nemzeti Sort kiadványok)
- Éjjel-nappal rock. Rock around the clock; Sprint Kft., Bp., 2017
- Világszámok I. rész-10-esek –  Sprint Kiadó, Bp., 2018
- Világszámok II. rész-7-esek  –  Sprint Kiadó, Bp., 2019
- Világszámok III. rész-9-esek –  Sprint Kiadó, Bp., 2019
- Pályamű – Vasas Sport Club, Bp., 2019
- Nagy Sándor (Csikar); Sprint Kft., Bp., 2020
- Hegyi Iván–Tóth Nikolett Ágnes: Nagy-könyv a mindmáig utolsó magyar vb-csapat kapitányáról; Sprint Kft., Bp., 2021

## Díjai, elismerései
- Sajtópáholy-díj (1998)
- Ezüst Toll-díj (2001)
- Népszabadság-díj (2003)
- Feleki László-díj (2011)
- Ezüstgerely-díj (2013)
- Budapest Főváros XIII. Kerületért (2018)[2]
- Ezüstgerely díj, különdíj (2020)[3]